# Katapultpriset
Katapultpriset är ett litterärt pris som instiftades av Sveriges Författarförbund 1991. Priset delas ut till en skönlitterär författare, prosaist eller lyriker som debuterat under föregående år. 2015 bestod priset av 40 000 svenska kronor, ett års medlemskap i Svenska Författarförbundet och ett av Sveriges Författarförbunds Naturastipendier.

## Pristagare
- 1991 – Rolf Almström för Sånt man säger och Mats Miljand för Landstigning
- 1992 – Karin Bellman för En dag som den här
- 1993 – Mats Söderlund för Det står en pöbel på min trapp
- 1994 – Alexander Skantze för Grattis Gud
- 1995 – Cecilia Davidsson för En av dessa nätter
- 1996 – Cilla Naumann för Vattenhjärta
- 1997 – Hans Gunnarsson för Bakom glas
- 1998 – Jan Wolf-Watz för Södra Västerbottens kustland
- 1999 – Mirja Unge för Det var ur munnarna orden kom
- 2000 – Robert Ståhl för Om
- 2001 – Mons Kallentoft för Pesetas
- 2002 – Caterina Pascual Söderbaum för Sonetten om andningen
- 2003 – Pauline Wolff för Bilder av Malin
- 2004 – Alexandra Coelho Ahndoril för Stjärneborg
- 2005 – Ida Börjel för Sond
- 2006 – Elise Ingvarsson för Beror skrymmande på och Martin Högström för Transfutura (delat pris)
- 2007 – Martina Lowden för Allt
- 2008 – Sofia Rapp Johansson för Silverfisken
- 2009 – Hassan Loo Sattarvandi för Still
- 2010 – Måns Wadensjö för Förlossningen
- 2011 – Eli Levén för Du är rötterna som sover vid mina fötter och håller jorden på plats
- 2012 – Naima Chahboun för Okunskapens arkeologi
- 2013 – Eija Hetekivi Olsson för Ingenbarnsland och Sami Said för Väldigt sällan fin
- 2014 – Anna Fock för Absolut noll
- 2015 – Agnes Gerner för Skall
- 2016 – Stina Stoor för Bli som folk
- 2017 – Henning Brüllhoff för Allt jag begär
- 2018 – Linus de Faire för Boken om Yousef [2]
- 2019 – Burcu Sahin för Broderier
- 2020 – Kayo Mpoyi för Mai betyder vatten[3]
- 2021 – Erik Lindman Mata för Pur, och Hanna Johansson för Antiken[4]
- 2022 – Axel Burénius för Dödsängel
- 2023 – Mickaela Persson för En adept till mästaren av schack gör en inre färd i Sibirien
- 2024 – Karl Kofi Ahlqvist för Ingen ro om natten[5]
- 2025 – Agri Ismaïl för Hyper